# Sfinxul Bratocei
Sfinxul Bratocei este o stâncă antropomorfă situată la o altitudine de 1.623m, în Masivul Ciucaș din lanțul Carpaților de Curbură (grupare montană sudică a Orientalilor).

## Localizare
Sfinxul Bratocei se află în partea central-sudică a Masivului Ciucaș și cea sudică a Culmii Bratocei, în nordul stațiunii turistice Cheia, pe teritoriul administrativ al comunei Măneciu, în apropierea rezervației naturale Tigăile din Ciucaș.

## Descriere
Munții Ciucaș pe lângă varietatea floristică și faunistică, adăpostesc mai multe formațiuni geologice săpate în calcare, ansambluri neregulate de stâncării cu forme și dimensiuni diferite (abrupturi, ciuperci, coloane, ace, turnuri, hornuri), rezultate în urma acțiunii aerului (îngheț-dezgheț, vânt, temperatură) și cea a apei (spălare sau șiroire). Printre aceste forme geomorfe ruiniforme se află și acest sfinx, care privit din anumit unghi se aseamănă cu un cap de om, cu privirea lăsată.